# Província de Tsolakert
Tsolakert (en armeni: Ցոլակերտ; en kurd: Îdir; en turc: Iğdır) és una província de la part oriental de Turquia, situada al llarg de la frontera amb Armènia, Azerbaidjan (l'àrea de Nakhtxivan), i l'Iran. Les seves províncies adjacents són Kars al nord-oest i Ağrı a l'oest i sud. La capital provincial és la ciutat de Tsolakert. La província de Tsolakert es divideix en quatre districtes: Aralix, Tsolakert (la capital), Qaraqoyunlu i Koghb.
La muntanya més alta de Turquia, el Mont Ararat (Ağrı Dağı) és a Idğır, on es diu que va prosperar Noè després del Diluvi universal. La frontera amb Armènia segueix el Riu Araxes. Una bona part del terreny és una àmplia plana molt per sota de la muntanya. El clima és el més càlid d'aquesta part de Turquia, la qual permet el conreu del cotó.

## Història
La recerca arqueològica ha descobert assentaments hurrites a la regió de Tsolakert, que es remunten al 4000 aC. L'àrea formava part del regne d'Urartu vers el 800 aC. Hi ha un conjunt d'estàtues d'Urartu en l'àrea. Va romandre sota control d'Urartu fins a la seva transició a l'Imperi Meda, Imperi Persa, Alexandre el Gran, la Dinastia Oròntida del Regne d'Armènia. El seleúcides, parts, les forces romanes, sassànides i romanes d'Orient van ser prominents des del segle iv aC, seguits pels exèrcits àrabs de l'islam el 646. Els turcs, georgians i mongols combateren a través d'aquesta zona durant 400 anys des del 1064 en endavant, fins que l'àrea fou poblada per Qara Qoyunlu i les tribus turques d'Aq Qoyunlu a principis del segle xv.
Entre 1534 i 1746 es va donar una situació de guerra entre l'Imperi Otomà i l'Imperi Persa. El 1746, gran part del territori situat a l'actual província d'
 dins de la província de Tsolakert va ser cedit a Pèrsia i va esdevenir part del Kanat d'Erevan, un principat musulmà a Pèrsia. La part del nord de la província romangué ens mans perses fins després de la guerra russo-persa quan va passar a formar part de l'Imperi Rus segons el Tractat de Turkmenchay. Sota administració russa, l'àrea va esdevenir l'uyezd de Surmalu (amb la seva capital a la ciutat de Tsolakert) de l'Óblast d'Armènia i més tard la Gubèrnia d'Erevan. La meitat del sud de la província romangué en mans otomanes durant bona part del segle xix, però finalment també va passar a formar part de l'Imperi rus per la guerra russo-turca de 1877-78.
Al final de la Primera Guerra Mundial, tota la zona estava sota control rus i Tsolakert va quedar sota l'administració de la República Democràtica d'Armènia com a part de la província d'Ararat, però amb l'arribada del nou exèrcit turc, la Unió Soviètica va cedir Tsolakert a Turquia, mitjançant el Tractat de Kars. Una important població d'armènics va romandre a l'àrea durant aquesta història de lluita entre grans poders. Els armenis formaven la majoria ètnica a la mateixa ciutat de Tsolakert fins a 1919-1920, moment en el qual molts d'ells moriren o fugiren a causa de la inanició i del genocidi armeni.

## Demografia
Actualment, Tsolakert té una població mixta d'àzeris i kurds; ambdues ètnies són, aproximadament, la meitat de la població; els primers habiten principalment al nord i a l'est de la província, mentre que els últims ocupen principalment el sud i l'est. L'antic Any Nou iranià, conegut com a Newroz pels Kurds i Novruz pels àzeris, també se celebra àmpliament a Tsolakert. Les àrees rurals de província de Tsolakert tenen una densitat de població més alta (30 habitants/km²;) que les de les províncies veïnes.
| Any  | Població |
| ---- | -------- |
| 1927 | 34.840   |
| 1935 | 45.648   |
| 1940 | 46.669   |
| 1945 | 49.115   |

| Any  | Població |
| ---- | -------- |
| 1950 | 56.882   |
| 1955 | 70.951   |
| 1960 | 85.041   |
| 1965 | 96.652   |

| Any  | Població |
| ---- | -------- |
| 1970 | 112.256  |
| 1975 | 130.338  |
| 1980 | 127.438  |
| 1985 | 141.490  |

| Any  | Població |
| ---- | -------- |
| 1990 | 142.601  |
| 1997 | 145.411  |
| 2000 | 168.634  |
| 2007 | 181.866  |

## Llocs d'interès
- El caravanserrall de Zor, es considera que va ser construït per un arquitecte armeni al segle xiii o xiv, es troba a uns 35 km al sud-oest de la ciutat de Tsolakert, i s'anomena així pel poble veí de Zor. Era un de llocs d'aturada al llarg de la ruta comercial entre Pèrsia del nord i Georgia. Les caravanes se solien quedar aquí abans de passar pel pas de Çilli. Els treballs de restauració han començat en la seva'estructura, que s'ha posat sota protecció des de 1988.[3] A la mateixa àrea hi havia unes ruïnes d'una església armènia, però actualment ja no hi queda res.[4]
- Castell de Sürmeli, 25 km cap a l'oest de la ciutat de Tsolakert, en la carretera que va a Koghb, és el lloc on es troba una ciutat armènia medieval. Tanmateix, és actualment inaccessible a causa de restriccions frontereres.[5][6]

- Estàtues amb Caps d'Ariet: Les pedres de ciment amb caps d'ariets existents gairebé en tots els antics cementiris de la Plana de Tsolakert, són restes del període de Qara Qoyunlu. Aquestes làpides estan dedicades a persones valentes i heroiques que van morir en plena joventut. Les inscripcions a les pedres estarien relacionades amb la personalitat de la persona morta.[7][8]
- Centre educatiu de recerca sobre els ocells d'Aras, Un dels quatre centres de recerca i estacions d'anellament actius a Turquia. S'han catalogat 204 espècies d'ocells, per ara, als pantans que hi ha al llarg de rius Aras, Yukari Ciyrikli i Koghb. Els entusiastes dels ocells disposen d'un lloc per experimentar la biodiversitat dels ocells i la vida tradicional de poble.[9]